# Раја и последњи змај
Раја и последњи змај (енгл. Raya and the Last Dragon) је амерички рачунарски-анимирани акционо-авантуристичко-фантастични филм из 2021. године, продуциран од стране Walt Disney Pictures-а и Walt Disney Animation Studios-а и дистрибуиран од стране Walt Disney Studios Motion Pictures-а. Представља 59. филм који је студио продуцирао, који су режирали Дон Хол и Карлос Лопез Естрада, сурежирали Пол Бригс и Џон Рајпа, продуцирали Оснат Шурер и Питер Дел Вечо, написали Кви Нгујен и Адел Лим и са музиком композитора Џејмса Њутона Хауарда. У филму учествује готово потпуно азијско-америчка глумачка екипа, укључујући гласове Кели Мари Тран као насловни лик Раја и Аквафине као Сису, последњи змај, заједно са глумцима као што су Џема Чен, Данијел Де Ким, Сандра Оу, Бенедикт Вонг, Изак Вонг, Талија Тран и Алан Тјудик.
Филм Раја и последњи змај је објављен у биоскопима 5. марта 2021. године у Сједињеним Државама. Филм је такође истовремено постао доступан на Disney+-у са премијерним приступом, посебно као одговор на негативан утицај пандемије ковида 19 на биоскопе широм Сједињених Држава, при чему су многи од њих остали затворени. Филм је првобитно требало да буде објављен у биоскопима 8. априла 2021. године у Србији, али је одложен за 22. април, услед пандемије ковида 19. Филм је у Србији дистрибуиран од стране MegaCom Film-а. Српску синхронизацију радила је Ливада Београд.
Филм је зарадио преко 122 милиона америчких долара (не рачунајући зараду премијерног приступа на Disney+-у), и добио је позитивне критике критичара, који су похвалили анимацију, визуелне секвенце, секвенце акција, ликове, гласовну глуму и поруке, док су повукли неке критике због недостатка стварне репрезентације Југоисточне Азије међу гласовима филма.

## Радња
Давно, у чаробном граду Кумандра, људи и змајеви живели су заједно у слози. Али када су злокобна чудовишта позната као Друн постала претња за планету, змајеви су жртвујући себе, спасли човечанство. Сада, 500 година касније, та иста чудовишта су се вратила. Усамљена ратница Раја мора да уђе у траг последњем змају у нади да ће заувек да заустави непријатеља. Међутим, током свог путовања научиће да је за спас света потребно нешто више од магије—неопходно је и поверење.

## Улоге
| Улога    | Оригинални глас | Српски глас                      |
| -------- | --------------- | -------------------------------- |
| Раја     | Кели Мари Тран  | Ирина Арсенијевић                |
| Сису     | Аквафина        | Марија Микић                     |
| Бун      | Изак Вонг       | Тодор Јовановић                  |
| Намари   | Џема Чен        | Невена Кочовић                   |
| Бенџа    | Данијел Де Ким  | Бојан Жировић                    |
| Тонг     | Бенедикт Вонг   | Срђан Чолић                      |
| Вирана   | Сандра Оу       | Кристина Савић                   |
| Мала Нои | Талија Тран     | Аделин Шетај (француска верзија) |
| Данг Ху  | Лусил Сунг      | Драга Ћирић Живановић            |
| Туктук   | Алан Тјудик     | Бруно Мањ (француска верзија)    |